# Tristesse (nouvelle)
Pour les articles homonymes, voir Tristesse (homonymie).
Tristesse est une nouvelle d’Anton Tchekhov, publiée en 1886.

## Historique
Tristesse est initialement publiée dans la revue russe Le Journal de Pétersbourg, numéro 26, du 27 janvier 1886, sous le pseudonyme A.Tchékhonté. Aussi traduit en français sous le titre Le Cafard.

## Résumé
Le cocher Iona Potapov attend sous la neige depuis plusieurs heures. Un officier monte enfin dans le traîneau « Rue de Vyborg ! » Le traîneau démarre doucement. Il ne tient pas sa droite, et les passants le rabrouent. Potapov annonce à l’officier que son fils est mort cette semaine. Il voudrait parler, mais l’officier a fermé les yeux.
De nouveau l’attente, une heure, deux heures... Trois jeunes gens montent dans le traîneau : « Cocher, au pont de la Police ! » Les jeunes gens sont éméchés. Ils se plaignent de la lenteur, et l’un d’entre eux frappe Potapov. Cela le distrait pendant quelques instants.
Attendre encore. Son fils est mort, et lui est en vie : « La mort s’est trompée de porte. » Il rentre dans son logis. Il voudrait tant parler, raconter, se vider. Il va à l’écurie et raconte tout à son cheval.

## Édition française
- Angoisse, traduit par Denis Roche, 1922
- Tristesse, traduit par Madeleine Durand et Édouard Parayre, révision de Lily Dennis, éditions Gallimard, Bibliothèque de la Pléiade, 1967  (ISBN 978 2 07 0105 49 6).